# Картиџ (Мисури)
Картиџ (енгл. Carthage) град је у америчкој савезној држави Мисури.

## Демографија
По попису из 2010. године број становника је 14.378, што је 1.71 (13,5%) становника више него 2000. године.
| Група             | 2000.          | 2010.         |
| Белци             | 10.351 (81,7%) | 9.912 (68,9%) |
| Афроамериканци    | 195 (1,5%)     | 222 (1,5%)    |
| Азијати           | 202 (1,6%)     | 146 (1,0%)    |
| Хиспаноамериканци | 1.589 (12,5%)  | 3.685 (25,6%) |
| Укупно            | 12.668         | 14.378        |